# Phalempins (métro de Lille)
La station Phalempins est une station de la ligne 2 du métro de Lille, située à Tourcoing.

## Situation
L'arrêt se situe dans la place des Phalempins, d'où le nom de l'arrêt.

## Architecture

### Généralité
Cette station est composée de carreaux marron. Le plafond du hall est blanc.

## Service aux voyageurs

### Accueil et accès
La station dispose d'un accès et d'un ascenseur en surface, elle est bâtie sur deux niveaux.
- niveau - 1 : vente et compostage des tickets, choix de la direction du trajet
- niveau - 2 : voies centrales et quais opposés

### Intermodalité
La station n'est desservie par aucune ligne de bus.

## Autour
- Lycée Sévigné